# Agrale Elefantré 30.0
Agrale Elefantré 30.0 es una motocicleta producida por Agrale de Brasil con motor de dos tiempos, lanzada en 1989 y que dejó de ser comercializada en 1997.
Posee motor de dos tiempos de 190,39 cc3 generando una potencia de 26,5 cv a 7.500 rpm, freno a disco en la rueda delantera, con arranque eléctrico, única en su segmento.